# Alberico da Rosciate
Alberico da Rosciate ou Roxiati, né à Rosciate en 1290 et mort à Bergame le 14 septembre 1360 est un juriste italien.

## Biographie
Né à Bergame, sur la fin du 13e siècle, fut regardé comme un des plus savants hommes de son temps. Bartole conserva toujours pour lui une amitié qui les honore tous les deux ; les Commentaires d’Albéric, sur le 6e livre des Décrétales, ont été très-estimés, et souvent imprimés. On a de lui un dictionnaire de droit, un traité de Statutis, des Commentaires sur les Pandectes et sur le Code de Justinien.

## Œuvres

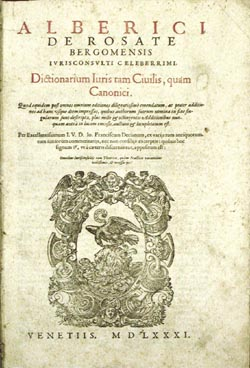
Dictionarium iuris tam civilis quam canonici, Venise, 1581.

- (la) Super statutis, Milan, Tipografo del Barbazza, Consilia, 1493 (lire en ligne)
- (la) Super Codice, Milan, Ulrich Scinzenzeler (d), 1492 (lire en ligne)
- (la) Super Codice, vol. 1, Lyon, Georges Regnault, 1545 (lire en ligne)
- (la) Super Codice, vol. 2, Lyon, Thomas Bertheau, 1545 (lire en ligne)
- (la) Super prima parte Infortiati, vol. 1, Lyon, Georges Regnault, 1545 (lire en ligne)
- (la) Super secunda parte Infortiati, Lyon, Georges Regnault, 1545 (lire en ligne)
- (la) Super prima parte Digesti Veteris, vol. 1, Lyon, Thomas Bertheau, 1545 (lire en ligne)
- (la) Super secunda parte Digesti Veteris, vol. 2, Lyon, Thomas Bertheau, 1545 (lire en ligne)
- (la) Super prima parte Digesti Novi, vol. 1, Lyon, Georges Regnault, 1548 (lire en ligne)
- (la) Super prima parte Digesti Novi, vol. 1, Lyon, Georges Regnault, 1548 (lire en ligne)
- (la) Dictionarium iuris civilis et canonici, Bologne, Henricus de Colonia, 1481 (lire en ligne)
- (la) Dictionarium ad vtriusque iuris facilitatem pertingere nitenti maximè necessarium, Lyon, Thomas Bertheau, 1548 (lire en ligne)